# Fresco (tyg)
Fresco är ett lätt och starkt tyg vävt av hårdspunnet kamgarn i tuskaft- eller panamabindning och används till kostymer och dräkter.